# Platycoelia galerana
Platycoelia galerana är en skalbaggsart som beskrevs av Smith 2003. Platycoelia galerana ingår i släktet Platycoelia och familjen Rutelidae. Inga underarter finns listade i Catalogue of Life.